# Hooge (Belgique)
Pour les articles homonymes, voir Hooge.
| Hooge\| Localisation de la Flandre-Occidentale en Belgique \| |
| Localisation de la Flandre-Occidentale en Belgique            |

| Localisation de la Flandre-Occidentale en Belgique |

Hooge est un village de Flandre belge situé sur la route de Menin (la N 8), à environ 3 km à l'est de la ville d'Ypres.
Près du village, sur la N 8, est implanté aujourd'hui un parc d'attractions (Bellewaerde) à l'endroit précis où les troupes allemandes s'étaient installées durant une partie de la Première Guerre mondiale.
La route de Menin à Ypres passant par Hooge joignait Ypres à la ligne de front lors de la Première Guerre mondiale. Jugée stratégique par les Allemands occupants comme par les Alliés, elle a été constamment pilonnée par l'artillerie.
Divers cimetières militaires et chemins de la mémoire peuvent être visités dans la région, témoignant de l'âpreté des combats.

## Histoire

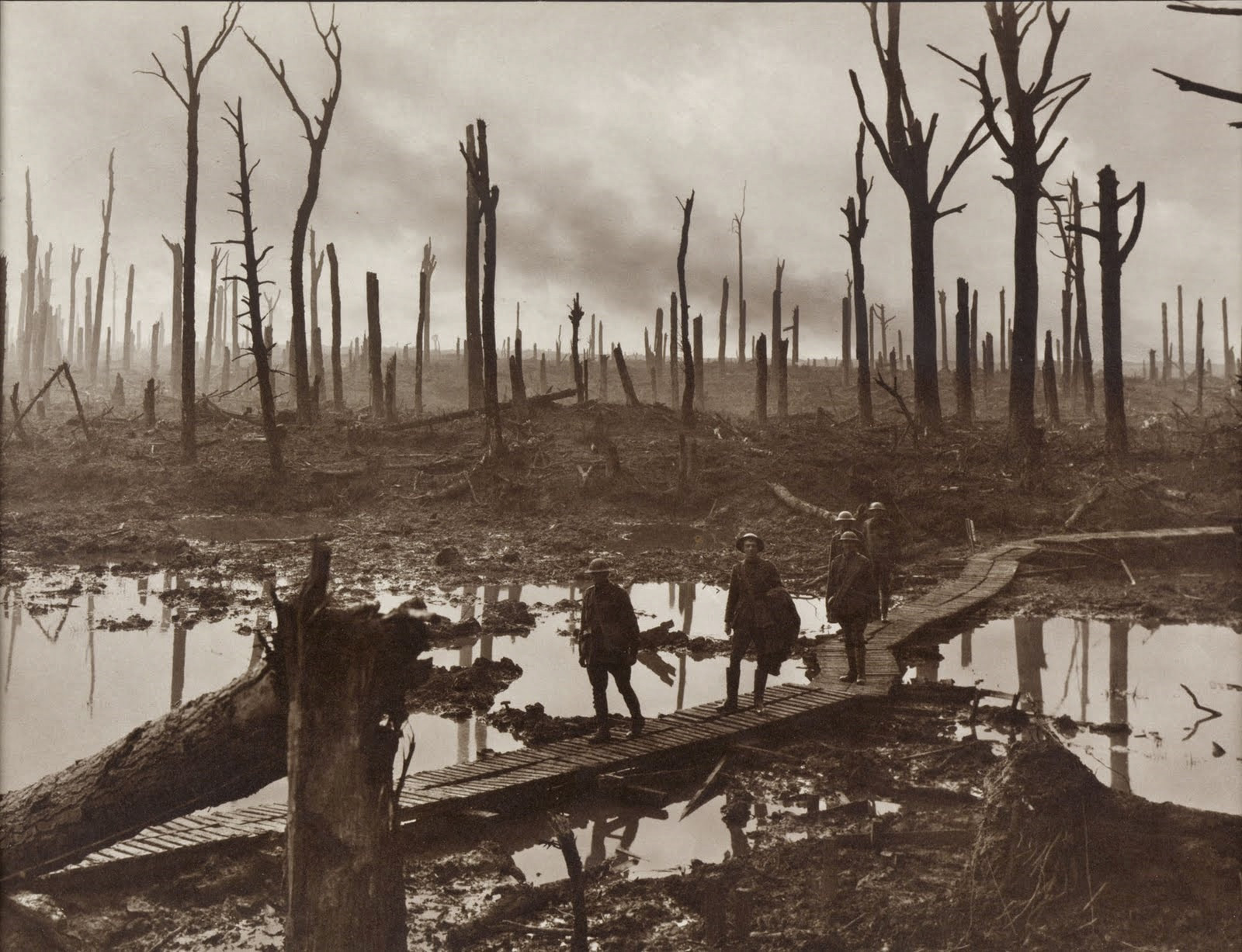
Paysage dévasté (polémofaciès) autour du château de Hooge en 1917.

C'est une des zones du front de l'Ouest de la Première Guerre mondiale où les combats — durant trois ans, de 1914 à 1917 — ont été les plus violents ; on y a testé de nouveaux explosifs, et pour la première fois fait usage de lance-flammes puis d'armes chimiques (dont la fameuse ypérite) de la part des Allemands, outre un très grand nombre de munitions dites « conventionnelles ». Toute la végétation arborée et l'ensemble du village ont été totalement détruits. Les photos d'archives montrent un « polémofaciès » typique des zones de combat intense, et ce dès 1914.
La route d'Ypres passait près d'un site considéré à l'époque comme l'un des plus dangereux (Hellfire Corner, aujourd'hui transformé en un rond-point). Les sols ont été remodelés par les tranchées et la terre plusieurs fois retournée par les dizaines de milliers d'obus.
En octobre 1918, des troupes françaises sont venues cantonner sur Hooge.

### Le cratère de Hooge

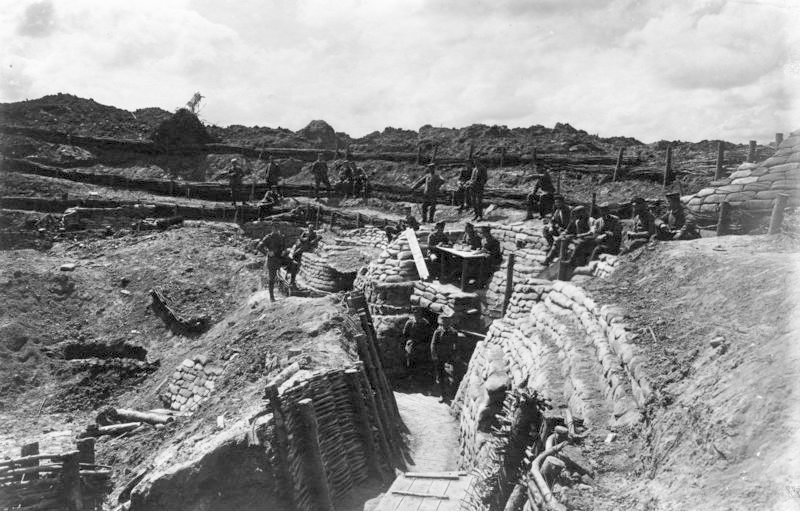
À Hooge, plusieurs cratères de mines (entonnoirs) ont été aménagés et sont alors devenus des cibles stratégiques, prises et reprises par les belligérants (photo : Archives allemandes).

Parmi les traces est encore visible une grande mare qui est en fait le reste d'un énorme cratère de mine datant de juillet 1915 (Hooge Crater), résultat de la destruction par l'explosif de deux fortifications allemandes. L'officier sapeur chargé de creuser le tunnel pour placer la mine sous l'objectif était le lieutenant Geoffrey Cassels, assisté de 175 sapeurs. Les sapeurs durent s'y reprendre à deux fois car un premier tunnel avait été creusé dans une terre trop sablonneuse. C'est lors de cette opération qu'on utilisa pour la première fois un explosif (l'ammonal), de la poudre à canon (nitrates) et du « guncotton », la plus forte charge utilisée à cette époque pour une mine de guerre.
La mise à feu a lieu à 7 heures le 19 juillet 1915, quelques minutes après une réparation des fils du détonateur sectionnés par un obus allemand. La taille du cratère creusé par l'explosion a été estimée à 120 pieds de largeur et 20 pieds de profondeur. Une centaine de soldats allemands sont tués.

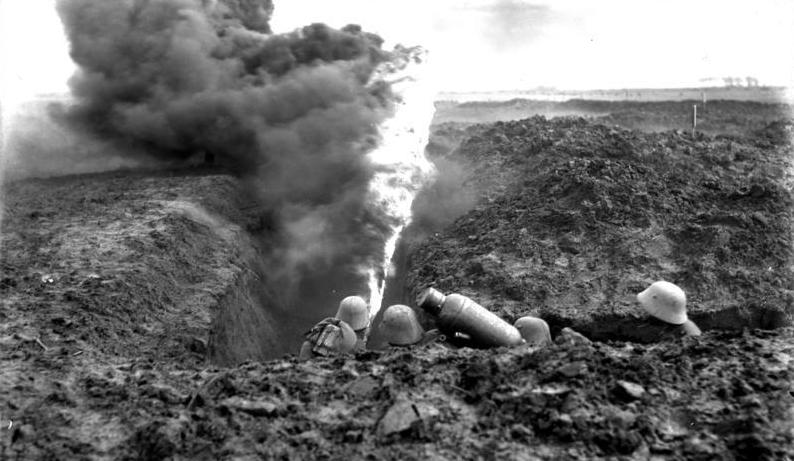
Lance-flammes allemand sur le front de l'Ouest (photo : Archives allemandes).

Le cratère est pris par les hommes des régiments Gordon Highlanders et Middlesex (en). Dix soldats de cette dernière compagnie, cependant, sont ensevelis vivants par la terre soulevée lors de l'explosion alors qu'ils attendent dans des positions avancées.
Le lieutenant Cassels sera plus tard décoré de la Croix militaire et félicité pour ses efforts dans cette opération.  
Le cratère est maintenant noyé sous l'eau et situé dans le parc d'un hôtel, près d'un parc d'attraction situé sur le site de l'ancien château de Hooge détruit lors des combats.
Le 30 juillet, à Hooge, onze jours après l'explosion de la mine, les Allemands ont utilisé pour la première fois des lance-flammes dans la bataille. À 3 h 15, aidés de puissants jets de flamme (flammenwerfer), ils font reculer la 8e Rifle Brigade anglaise qui perd environ 400 hommes. Un de ces lance-flammes est présenté dans le musée de Hooge Crater.
Le cratère et le château ont été reconquis par les Britanniques au début d'août 1915, mais ils ont changé de camp plusieurs fois avant la fin de la guerre, laissant de nombreux morts à chaque fois.

## Mémoire

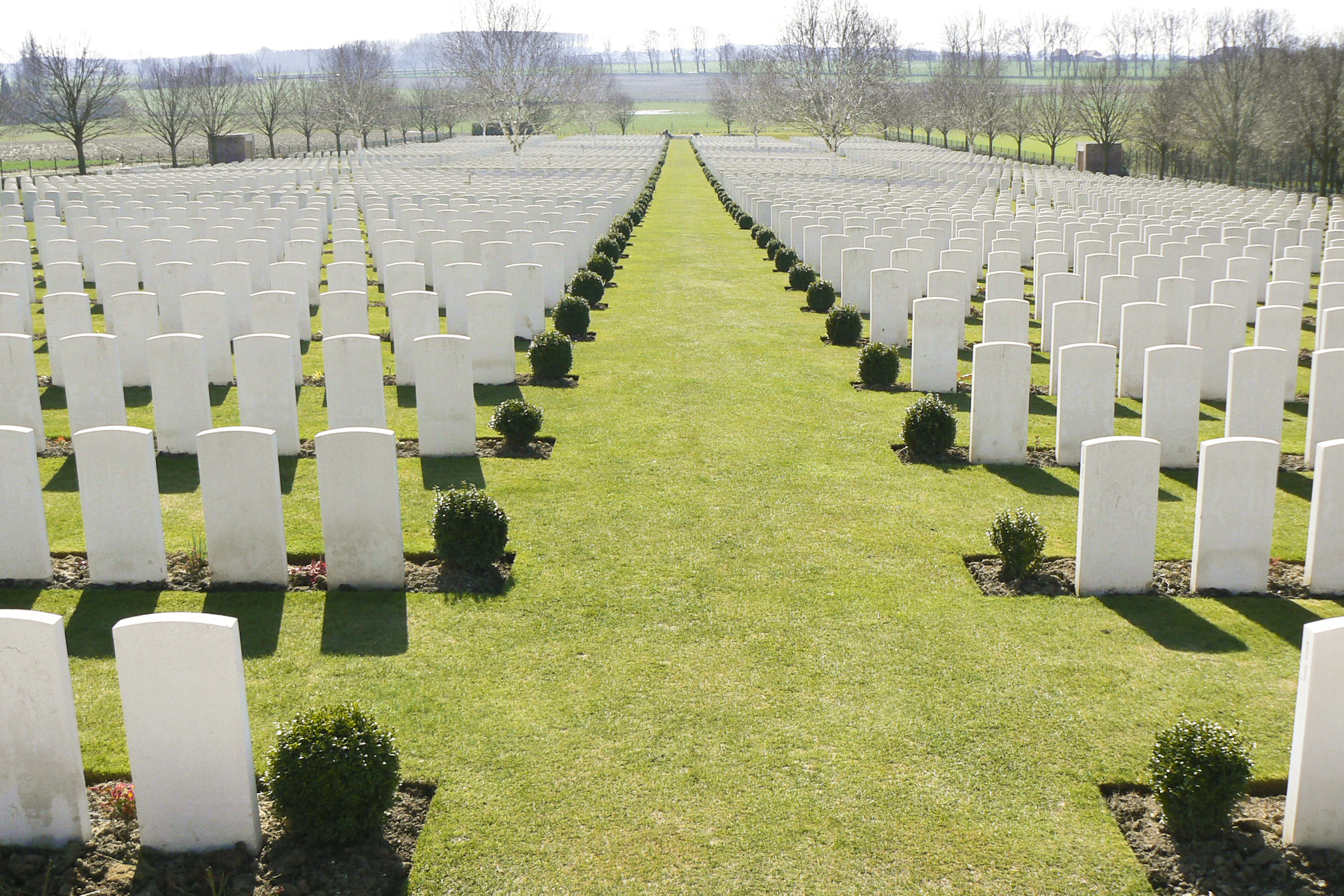
Cimetière de Hooge Crater

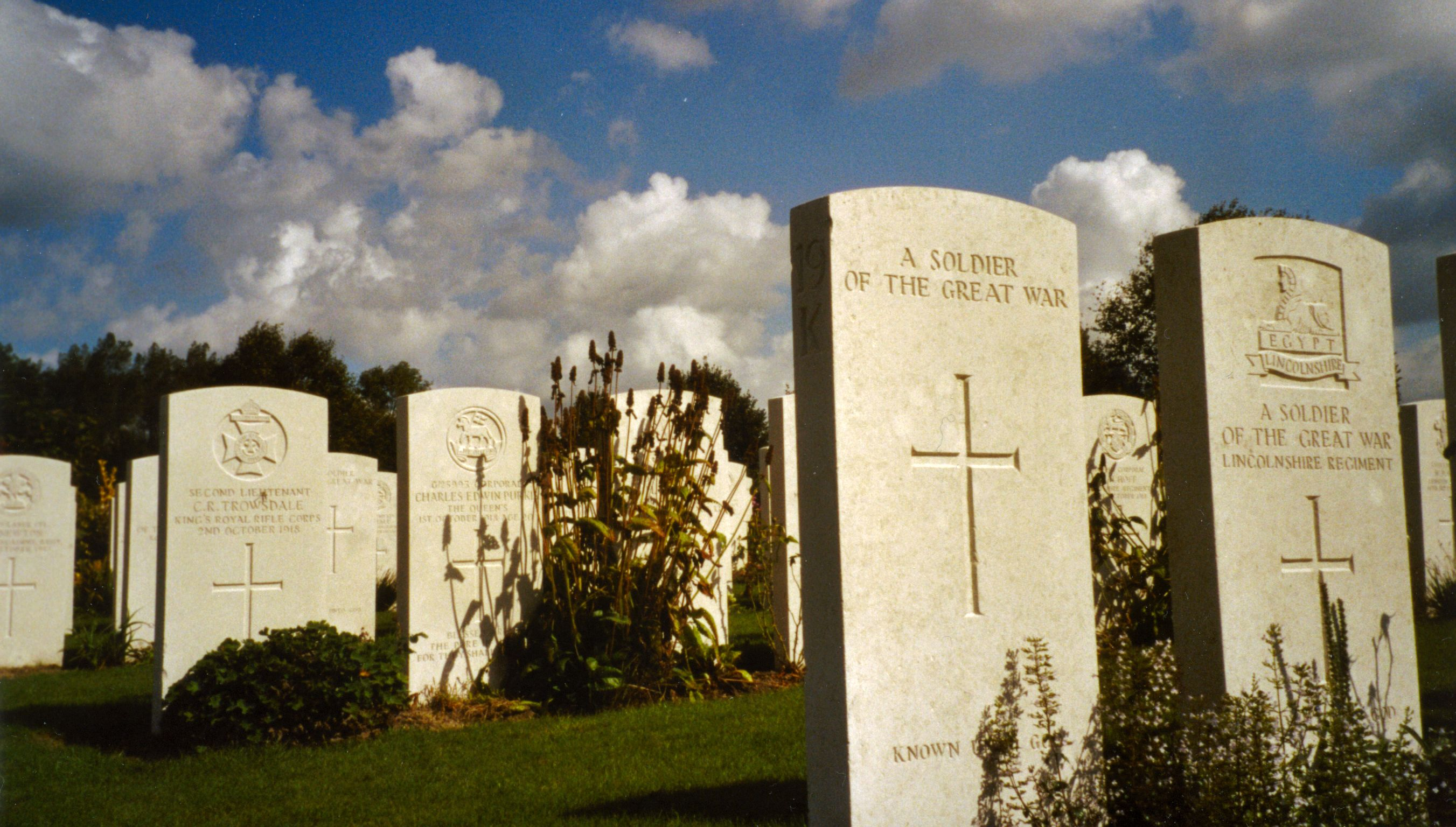
Tombes de soldats inconnus

Une grande partie des tués de ce secteur ont été enterrés dans le cimetière de Hooge Crater (en). Parmi les 5 922 sépultures, plus de 3 500 sont des soldats non identifiés. Certaines stèles marquent l'emplacement des corps de 3 à 5 soldats inconnus.
Face à la route du cimetière se tient aujourd'hui le musée de Hooge Crater (nl), ouvert en 1994, dans une ancienne chapelle construite après la Grande Guerre en 1920. Le café du musée abrite une collection de reliques de guerre, dont des douilles d'obus décorées par les soldats lors de leur temps (art des tranchées).
Avant d'entrer dans Hooge, sur le côté droit de la route N 8 on trouve un cimetière militaire qui date d'août 1917. De nombreux charniers y ont été déplacés après l'armistice de même que d'autres cimetières et sépultures isolées sur les champs de bataille alentour. Au moins 833 militaires du Commonwealth y sont enterrés ou commémorés ici, avec 336 soldats non identifiées.

## Reconstruction
Le processus de reconstruction a commencé par le déminage qui a été entrepris dès avant la fin de la guerre avec un soin particulier, cette région ayant fait l'objet d'utilisation d'armes chimiques. C'est ensuite la reconstruction de la route qui a permis la restauration des maisons et des champs.
Les munitions non-explosées retrouvées en mauvais état étaient « pétardées sur place » par les démineurs, les autres étaient exportées vers le littoral plus à l'ouest, pour traitement ultérieur. Finalement après un stockage de quelques mois dans les dunes à Zeebrugge, l'essentiel des munitions ont été immergées en mer sur le banc du Paardenmarkt où elles pourraient poser problème quand elles vont commencer à fuir (les munitions contiennent de nombreux composés toxiques, et nombre d'entre elles contenaient de l'ypérite, de l'arsine ou de la chloropicrine, toujours active après 80 ans d'immersion). Les travaux de fondation doivent toujours se faire avec prudence, le sol étant encore truffé de munitions anciennes et autres objets militaires dangereux.
Les séquelles de guerre physiques les plus marquantes pour le paysage ont pour la plupart été effacées dans les années 1919 à 1930 avant que l'Europe ne s'embrase à nouveau en 1939.